# アルゼンチングランプリ (ロードレース)
アルゼンチングランプリ（アルゼンチンGP、Argentine Grand Prix ）は、ロードレース世界選手権の一戦として開催されているアルゼンチンのオートバイレースのイベントである。

## 概要
1961年から1999年までオスカル・ガルベス・サーキットで断続的に開催されたのち、2014年からアウトドローモ・テルマス・デ・リオ・オンドで開催が再開されている。2020年と2021年は新型コロナウイルス感染症の世界的流行のため中止。

## アルゼンチンGPの歴代優勝者
| 年   | 50cc                 | 125cc                | 250cc                      | 350cc              | 500cc                      |
| ---- | -------------------- | -------------------- | -------------------------- | ------------------ | -------------------------- |
| 1961 |                      | トム・フィリス       | トム・フィリス             |                    | ホルヘ・キスリング         |
| 1962 | ヒュー・アンダーソン | ヒュー・アンダーソン | アーサー・ウィラー         |                    | ベネディクト・カルダレーラ |
| 1963 | ヒュー・アンダーソン | ジム・レッドマン     | タルクィニオ・プロヴィーニ |                    | マイク・ヘイルウッド       |
| 1981 |                      | アンヘル・ニエト     | ジャン＝フランソワ・バルデ | アントン・マンク   |                            |
| 1982 |                      | アンヘル・ニエト     |                            | カルロス・ラバード | ケニー・ロバーツ           |
| 1987 |                      |                      | シト・ポンス               |                    | エディ・ローソン           |
| 1994 |                      | ホルヘ・マルチネス   | 岡田忠之                   |                    | ミック・ドゥーハン         |
| 1995 |                      | エミリオ・アルサモラ | マックス・ビアッジ         |                    | ミック・ドゥーハン         |
| 1998 |                      | 眞子智実             | バレンティーノ・ロッシ     |                    | ミック・ドゥーハン         |
| 1999 |                      | マルコ・メランドリ   | オリビエ・ジャック         |                    | ケニー・ロバーツ Jr.       |

| 年   | Moto3                      | Moto2                          | MotoGP                     | 結果     |
| ---- | -------------------------- | ------------------------------ | -------------------------- | -------- |
| 2014 | ロマーノ・フェナティ       | エステベ・ラバト               | マルク・マルケス           | 詳細     |
| 2015 | ダニー・ケント             | ヨハン・ザルコ                 | バレンティーノ・ロッシ     | 詳細     |
| 2016 | カイルル・イドハム・パウィ | ヨハン・ザルコ                 | マルク・マルケス           | 詳細     |
| 2017 | ジョアン・ミル             | フランコ・モルビデリ           | マーベリック・ビニャーレス | 詳細     |
| 2018 | マルコ・ベツェッキ         | マティア・パシーニ             | カル・クラッチロー         | 詳細     |
| 2019 | ハウメ・マシア             | ロレンツォ・バルダッサッリ     | マルク・マルケス           | 詳細     |
| 2022 | セルジオ・ガルシア         | チェレスティーノ・ヴィエッティ | アレイシ・エスパルガロ     | 詳細     |
| 2023 | 鈴木竜生                   | トニー・アルボリーノ           | マルコ・ベツェッキ         | 詳細     |
| 2024 | 開催中止                   | 開催中止                       | 開催中止                   | 開催中止 |
| 2025 | アンヘル・ピケラス         | ジェイク・ディクソン           | マルク・マルケス           | 詳細     |